# Как разговаривать с девушками на вечеринках
«Как разговаривать с девушками на вечеринках» (англ. How to Talk to Girls at Parties) — британо-американская научно-фантастическая романтическая кинокомедия 2017 года. Фильм снял Джон Кэмерон Митчелл, он же совместно с Филиппой Гослетт (англ. Philippa Goslett) написал сценарий по мотивам одноимённого рассказа английского писателя Нила Геймана. В фильме снимались Эль Фэннинг, Алекс Шарп, Николь Кидман, Рут Уилсон и Мэттью Ричард Лукас.
Премьера фильма состоялась 21 мая 2017 года на Каннском кинофестивале.

## Сюжет
1977 год. Трое друзей-панков: Энн, Вик и Джон, издают любительский журнал Virys, а затем находят странный дом, где играет странная музыка. Там внутри танцуют странные люди, но панков этим не возьмешь. Ребята разделяются: Энн знакомится с очаровательной Зан, Вик уединяется с затянутой в латекс Стеллой, а Джон захвачен танцем. Все новые знакомые тройки — пришельцы, разделенные на колонии (например, Стелла сексуально озабочена, а колония Зан борется за индивидуальность). Во главе каждой стоит отец-учитель. Зан хочет узнать, что такое панк. Она убегает с Энном, несмотря на то что, её телу осталось жить всего 48 часов. Она познаёт жизнь на Земле с радостью и интересом ребенка. Опыт ей пригодится, ведь через два дня отец-учитель должен съесть своих подопечных, чтобы дать жизнь новым детям. Такой расклад никуда не годится, и панки Кройдона готовы дать пришельцам урок настоящей земной жизни, в которой Кронос, пожирающий своих детей, остался в древнегреческих мифах.

## В ролях
- Эль Фэннинг — Зан, любопытная инопланетянка
- Алекс Шарп — Энн
  - Рори Нолан — Энн в детстве
- Николь Кидман — Боадицея
- Рут Уилсон — Стелла
- Мэттью Ричард Лукас
- Элис Сандерс — крутящаяся Дженни
- Джоанна Сканлан — Мэрион, мать Энн
- Джессика Пламмер
- Натали Лорен — Ронда
- Трэвис Симпкинс

## Постановка
Экранизация рассказа Нила Геймана была начата кинокомпанией See-Saw Films в конце 2015 года в Великобритании. Продюсеры — Ховард Гертлер (Howard Gertler), Яйн Каннинг и Эмили Шерман (англ. Emile Sherman). Джон Кэмерон Митчелл написал сценарий в соавторстве с Филиппой Гослетт, и стал директором картины. Эль Фэннинг и Алекс Шарп были отобраны на главные роли; Рут Уилсон и Мэттью Лукас — на другие роли.

## Съёмки
Основные съёмки фильма начались 9 ноября 2015 года в Шеффилде вместо Лондона.

## Выход
В сентябре 2015 года компания A24 приобрела права на распространение фильма в США. Однако мировая премьера фильма состоялась только в мае 2017 года на Каннском кинофестивале.

## Критика
На Каннском кинофестивале фильм получил отрицательные отзывы критиков. На сайте Rotten Tomatoes рейтинг фильма, основанный на 18 обзорах, составил всего 28 %. Дэвид Руни (David Rooney) из журнала The Hollywood Reporter отметил, что, несмотря на присутствие очаровательных героинь Эль Фэннинг и Николь Кидман, попытка «добавить политический подтекст выглядит более чем наполовину сырым», и что ради эффектности приносится в жертву связность повествования 18-страничного рассказа Нила Геймана и всё чрезмерно усложняется.